# Hercostomus xiaolongmensis
Hercostomus xiaolongmensis är en tvåvingeart som beskrevs av Yang och Saigusa 2001. Hercostomus xiaolongmensis ingår i släktet Hercostomus och familjen styltflugor.
Artens utbredningsområde är Beijing (Kina). Inga underarter finns listade i Catalogue of Life.